# 685. grenadirski polk (Wehrmacht)
685. grenadirski polk (izvirno nemško 685. Grenadier-Regiment; kratica 685. GR) je bil pehotni polk Heera v času druge svetovne vojne.

## Zgodovina
Polk je bil ustanovljen 15. oktobra 1942 in dodeljen 336. pehotni diviziji. Uničen je bil maja 1944 med bitko za Sevastopol.
Ponovno je bil ustanovljen julija 1944 iz ostankov celotne divizije in dodeljen 294. pehotni diviziji; uničen je bil avgusta 1944.